# سيث شوستاك
سيث شوستاك (بالإنجليزية: Seth Shostak )‏ (و. 1943 – م) هو عالم فلك، ومقدم برامج إذاعية من الولايات المتحدة الأمريكية . ولد في ماونتن فيو، كاليفورنيا . وهو عضواً في الأكاديمية الدولية للملاحة الفضائية .

## التعليم
تعلم في معهد كاليفورنيا للتقنية، وجامعة برنستون

## مناصب وهيئات
أدار جامعة خرونينغن.

## جوائز
حصل على جوائز منها:
- جائزة كلومبي-روبرتس (2004).

## روابط خارجية
- سيث شوستاك على موقع IMDb (الإنجليزية)
- سيث شوستاك على موقع قاعدة بيانات الفيلم (الإنجليزية)